# Лісові озера (заказник)
Лісові́ озе́ра — ландшафтний заказник місцевого значення в Україні. Розташований у межах Горішньоплавнівської міської ради Полтавської області, на захід від міста Горішні Плавні. 
Площа 714,7 га. Статус надано згідно з рішенням Полтавської обласної ради від 20.12.1993 року. Перебуває у віданні: ДП «Кременчуцький лісгосп» — 467 га. (кв. 1-7 Салівського лісництва), Горішньоплавнівська міська рада — 247,7 га. 

## Опис
Територія заказника має велике значення як природний комплекс лісових ділянок, лук, заплавних водойм у пониззі р. Псел. Вирізняється різноманіттям флори (в тому числі зозулинець болотний — занесений до Червоної книги України) та фауни (в тому числі кулик-сорока — занесений до Червоної книги України та регіонально рідкісний крячок білощокий).
У заказнику зростають рослини-індикатори засолених луків: осока розсунута, ситник Жерара, алтея лікарська, тризубець морський.

## Основні завдання заказника
- збереження ділянки заплавного лісу р. Псел та всього комплексу рослинного і тваринного світу, у тому числі рідкісних та зникаючих видів;
- збереження всього комплексу флори і фауни, зокрема зозулинця болотного, занесеного до Червоної книги України, лікарських видів рослин, а також тварин — кулика-сороки, занесеного до Червоної книги України, регіонально рідкісного виду — крячка білощокого;
- проведення наукових досліджень і спостережень на території заказника;
- підтримання загального екологічного балансу в регіоні;
- поширення екологічних знань.

## Фотогалерея

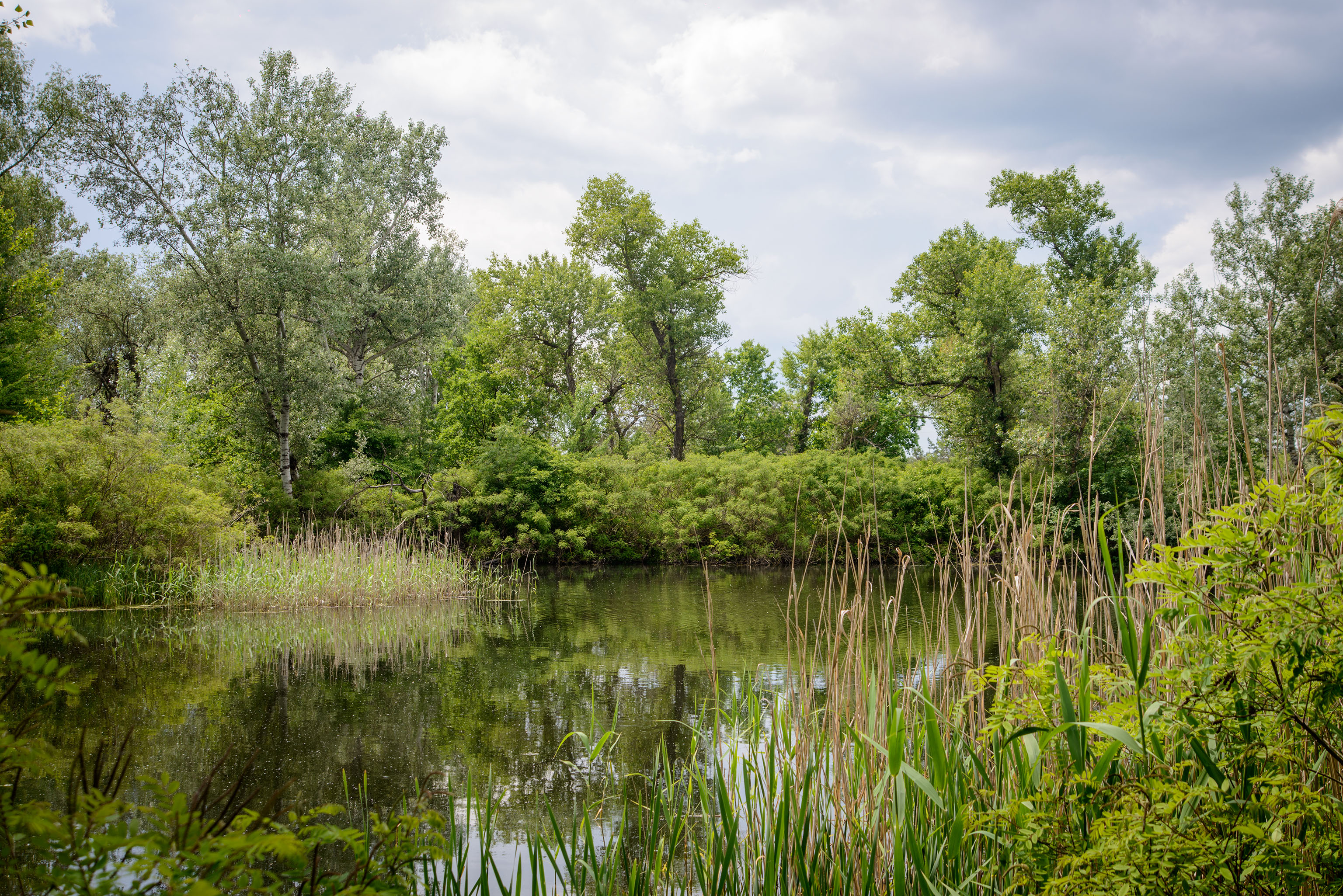
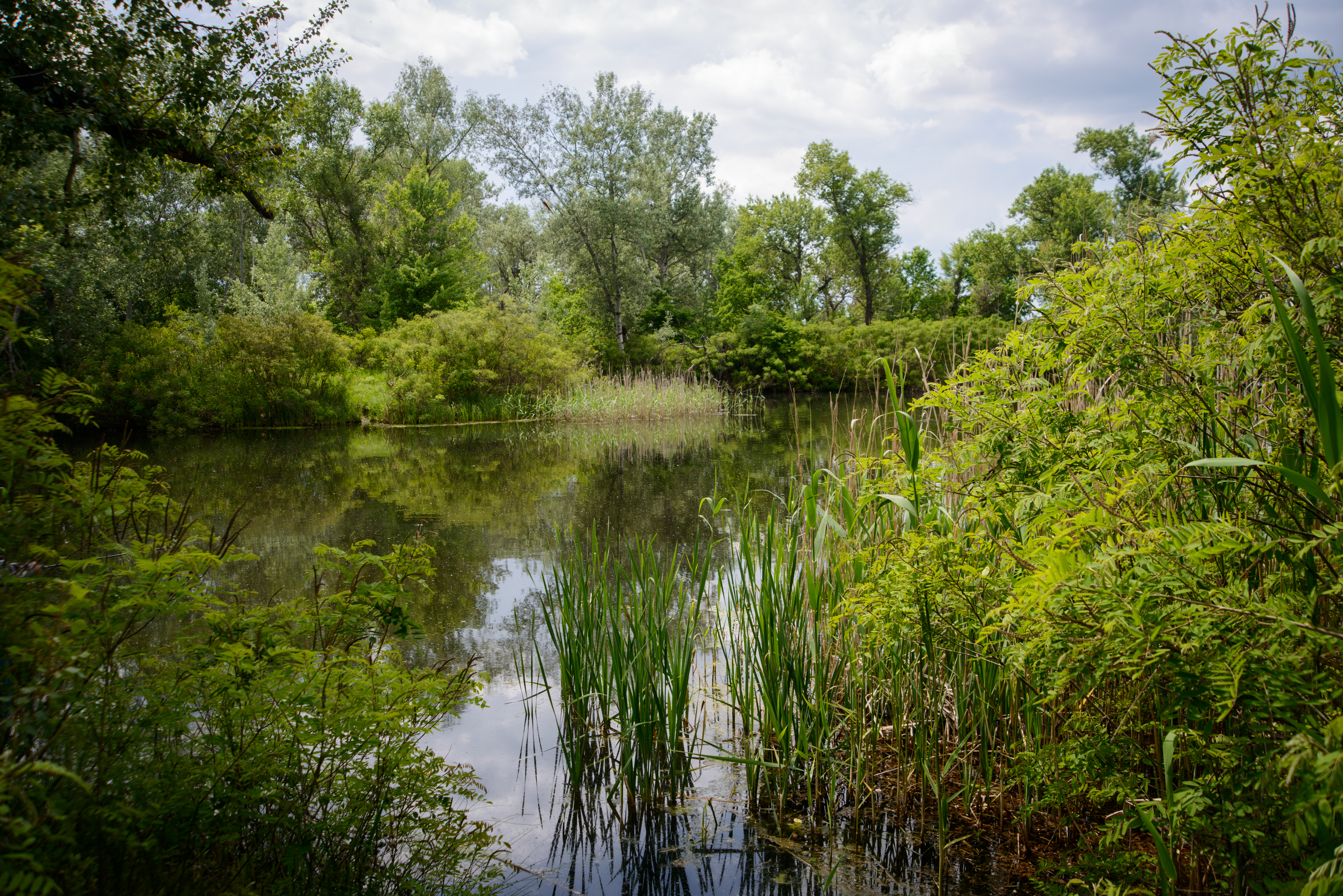
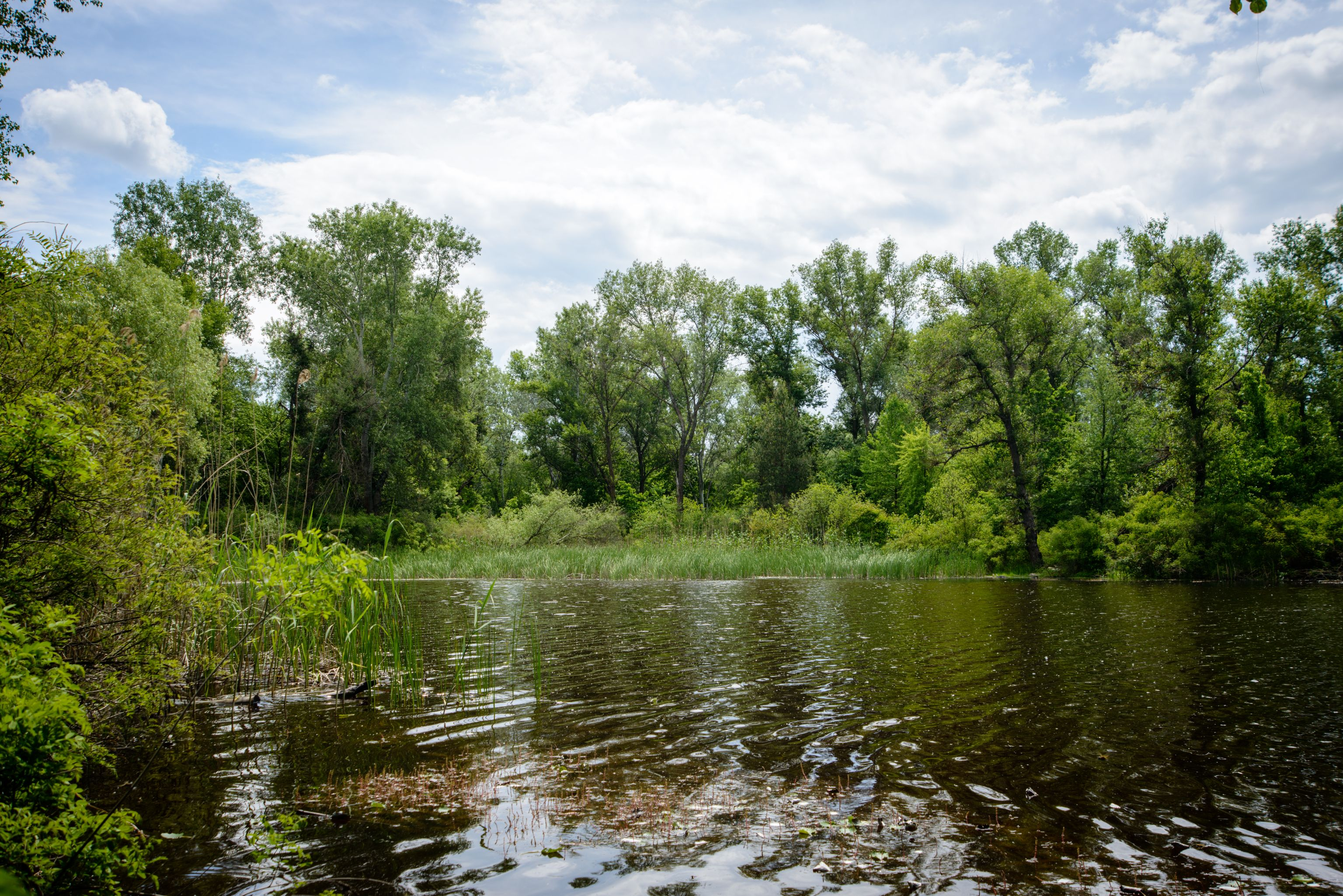
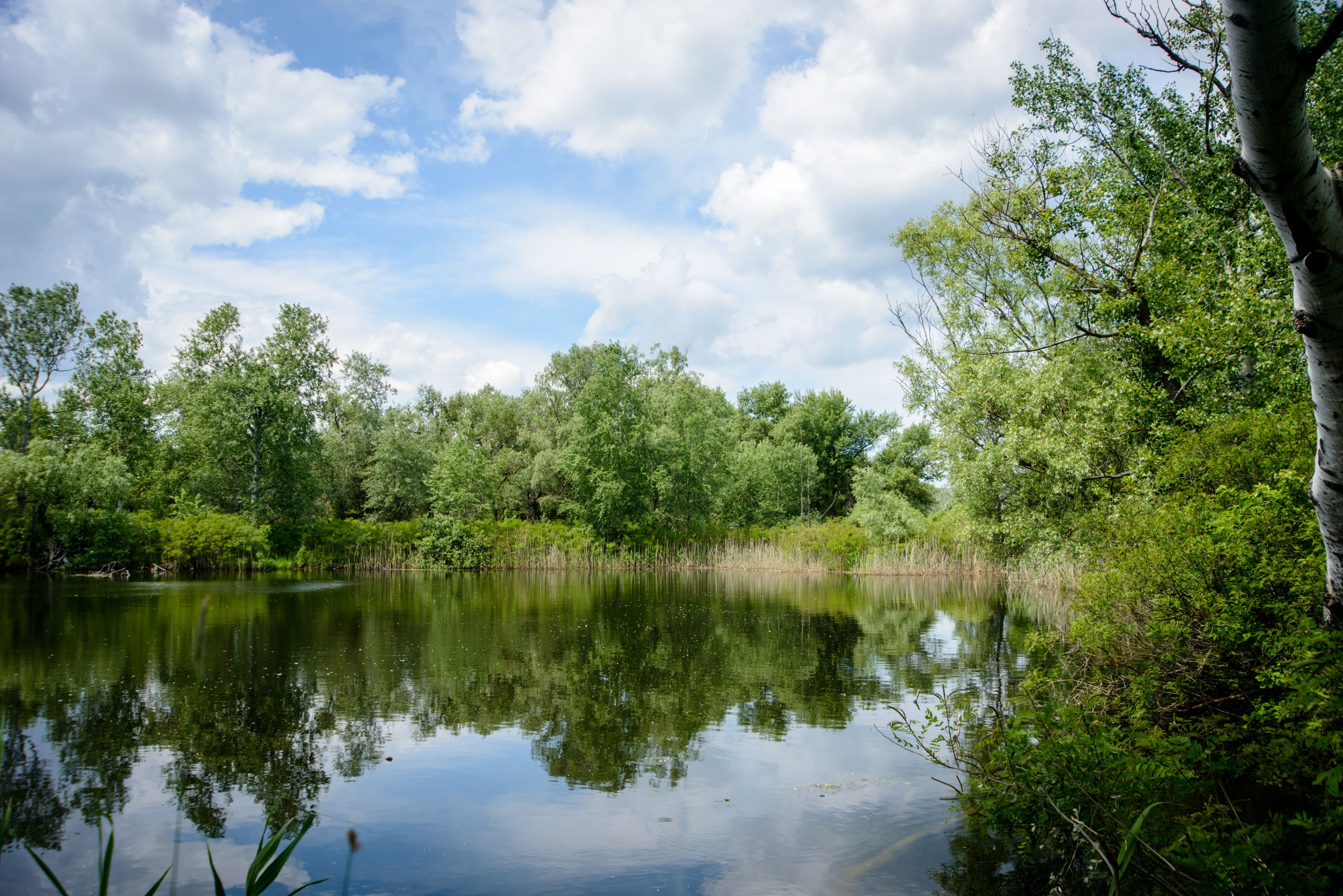
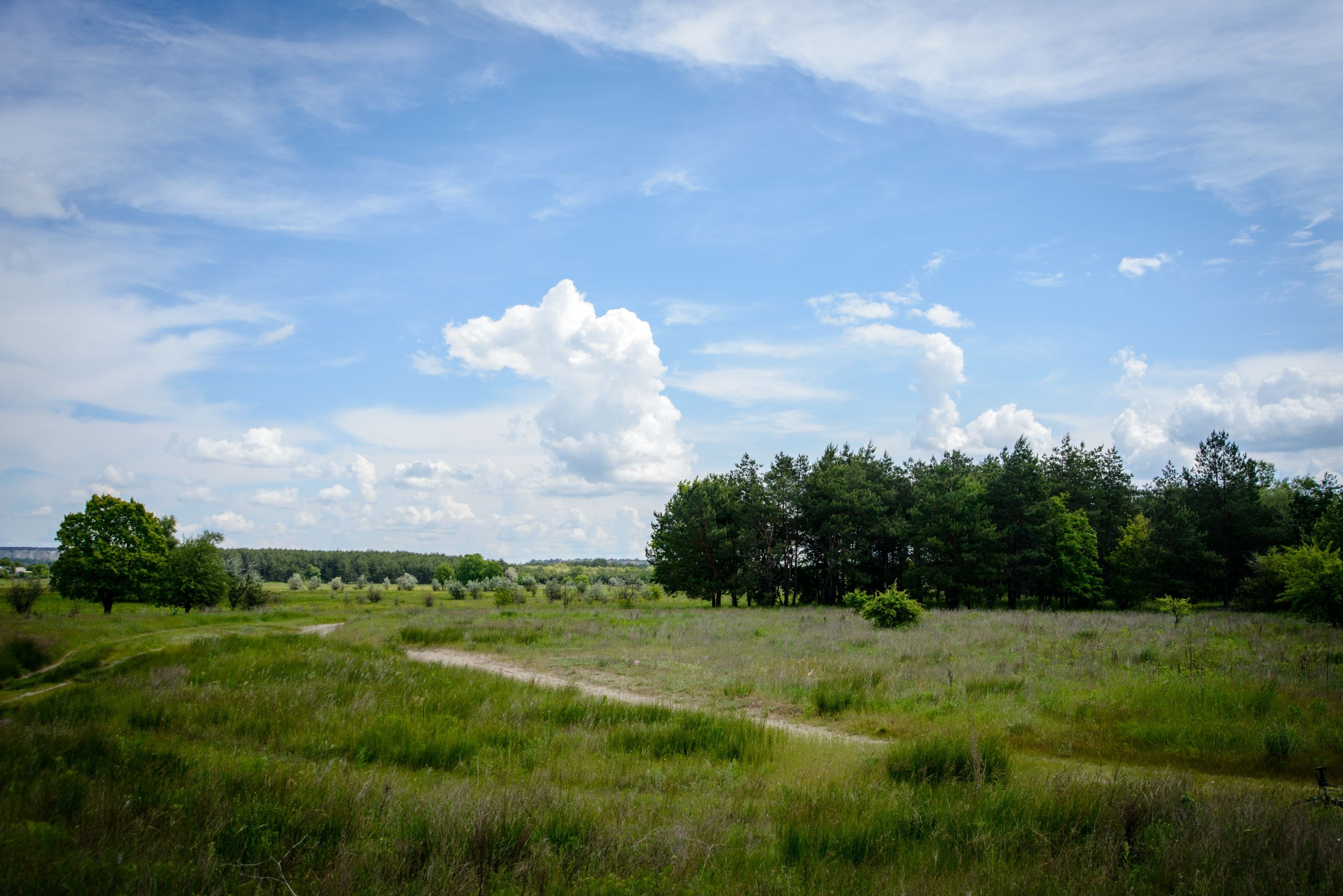
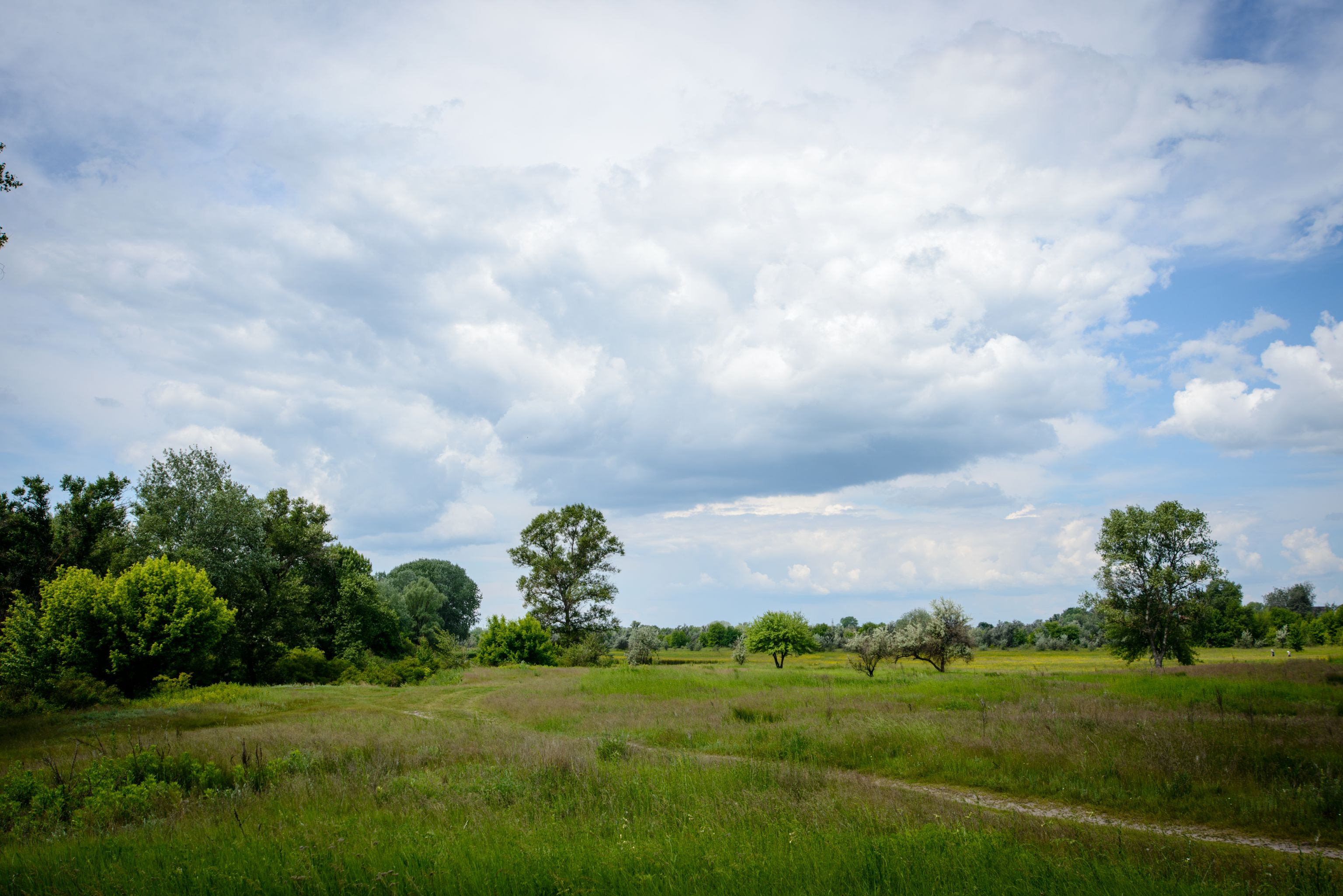
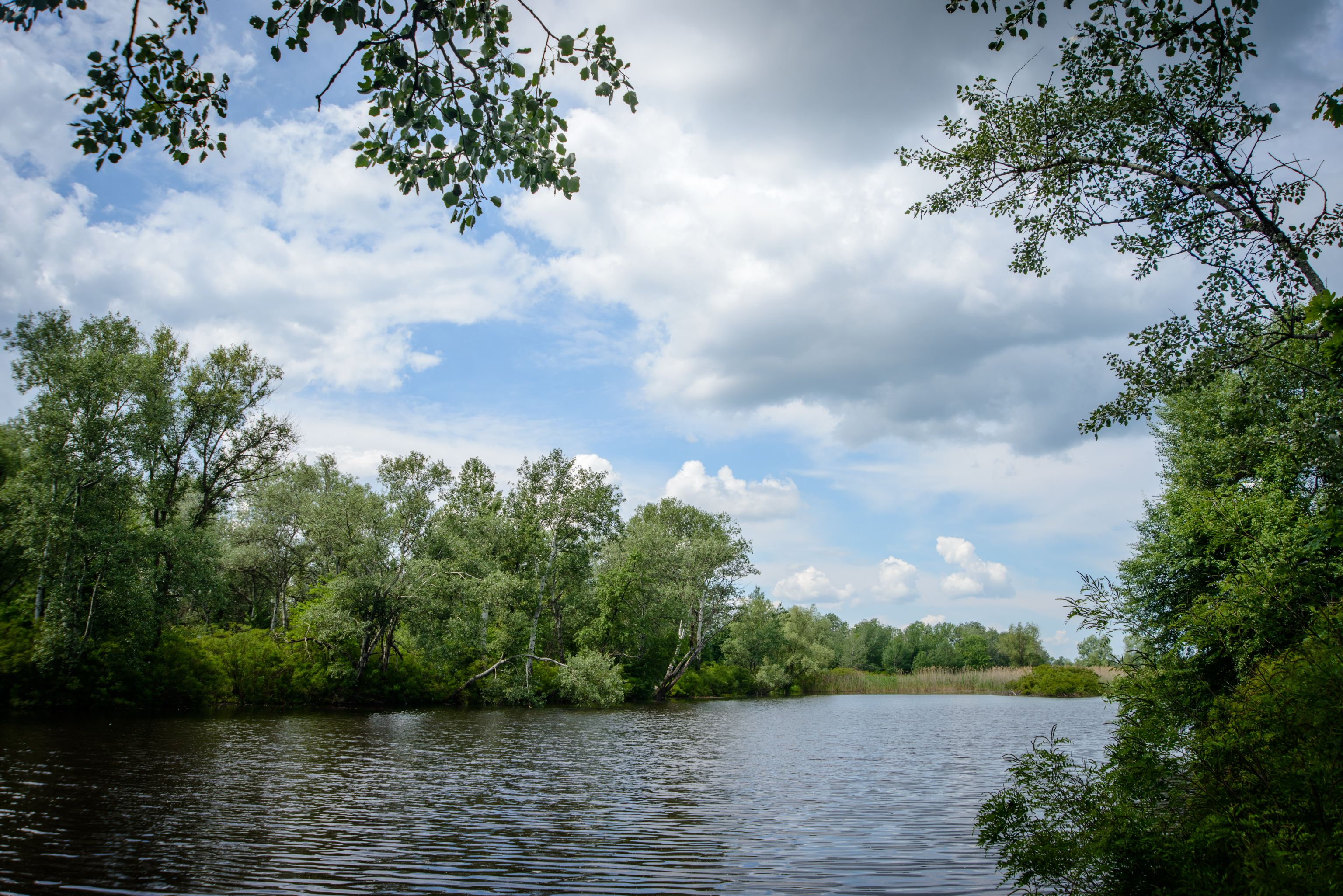
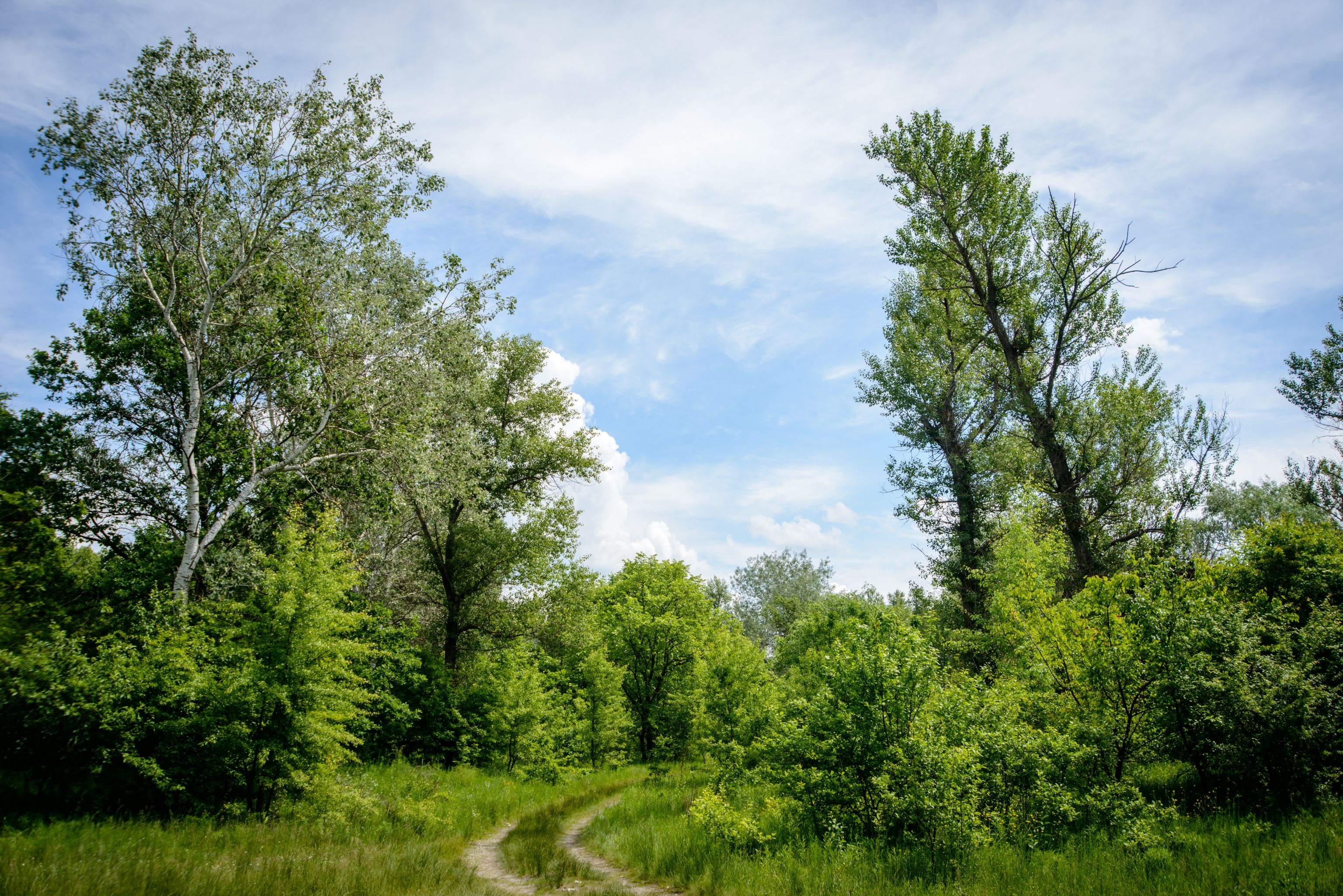